# Blanca Paloma
Blanca Paloma Ramos Baeza (ur. 9 czerwca 1989 w Elche) – hiszpańska piosenkarka oraz kostiumografka. Reprezentantka Hiszpanii w 67. Konkursie Piosenki Eurowizji (2023).

## Kariera
W styczniu 2022 roku zajęła piąte miejsce z piosenką „Secreto de agua” w programie Benidorm Fest 2022. W 2023 roku zwyciężyła z utworem „Eaea” w finale programu Benidorm Fest 2023, uzyskując tym samym prawo do reprezentowania Hiszpanii w 67. Konkursie Piosenki Eurowizji w Liverpoolu.

## Dyskografia

### Single
| Rok  | Tytuł                                            | Album |
| ---- | ------------------------------------------------ | ----- |
| 2021 | „Secreto de Agua”                                | –     |
| 2022 | „Niña de Fuego (Canción del Fuego Fatuo Medley)” | –     |
| 2022 | „Eaea”                                           | –     |
| 2023 | „Plumas de Nácar”                                | –     |
| 2023 | „Jaleo”                                          | –     |